# Pyramica dohertyi
Pyramica dohertyi är en myrart som först beskrevs av Carlo Emery 1897.  Pyramica dohertyi ingår i släktet Pyramica och familjen myror. Inga underarter finns listade i Catalogue of Life.